# Myrianthus libericus
Myrianthus libericus är en nässelväxtart som beskrevs av Alfred Barton Rendle. Myrianthus libericus ingår i släktet Myrianthus och familjen nässelväxter. Inga underarter finns listade i Catalogue of Life.